# Project Moonbase
Project Moonbase  (pt: Projeto Base Lunar / pt: Project Moon Base) é um filme estadunidense, do ano de 1953, dos gêneros ficção científica e espionagem, dirigido por Richard Talmadge. O filme é baseado em uma história de Robert A. Heinlein.

## Enredo
No ano de 1970, os Estados Unidos estão planejando colonizar a Lua através da construção de bases lunares. Como parte do plano, enviam um grupo para investigar e escolher o melhor local para a construção. Este grupo, liderado pela coronel Briteis, parte para a missão ignorando que um dos homens é um espião a soldo de uma potência estrangeira. Além dos perigos inerentes a missão, terão de se preocupar com o trabalho do agente estrangeiro que poderá colocar a missão e o futuro de todo o mundo livre em perigo. 

## Elenco
| Nome              | Personagem             |
| ----------------- | ---------------------- |
| Donna Martell     | Coronel Briteis        |
| Hayden Rorke      | General 'Pappy' Greene |
| Ross Ford         | Major Bill Moore       |
| Larry Johns       | Dr. Wernher            |
| Herb Jacobs       | Sr. Roundtree          |
| Barbara Morrison  | Polly Prattles         |
| Ernestine Barrier | Madame Presidente      |
| James Craven      | Comandante Carlson     |
| John Hedloe       | Ajudante               |
| Peter Adams       | Capitão Carmody        |
| Robert Karnes     | Sam                    |
| John Straub       | Chaplain               |
| Charles Keane     | Operador Spacom        |
| John Tomecko      | Controlado aéreo       |
| Robert Paltz      | Mensageiro             |

## Outros nomes do filme
| Nome                                     | País(es)                  |
| ---------------------------------------- | ------------------------- |
| Project Moon Base / Ring Around the Moon | Estados Unidos da América |